# Бахтинське родовище флюориту
Бахти́нське родо́вище флюори́ту — найбільше в Україні родовище флюориту. Розташоване на Вінниччині. Розвідані запаси руди становлять понад 10 млн т і прогнозні ресурси — близько 100 млн т.

## Характеристика
Розташоване на лівому березі середньої течії річки Дністер, у вузлі перетину Подільської та Брестсько-Шепетівської зон глибинних розломів, що являє собою Лядівську кільцеву тектоно-магматичну структуру до 30 км у перетині (в плані).
Бахтинські руди представляють собою середньо-крупнозернисті кварц-польовошпатові пісковики, які є щільно зцементовані тонкозернистим флюоритом. Рудні тіла пластоподібної форми, середньою потужністю близько 1 м. Залягають горизонтально серед кварц-польовошпатних пісковиків, утворюючи два горизонти з відстанню між ними 0,5–5 м. Глибина залягання — 40–120 м. Вміст CaF2 в рудах коливається від 11 до 41 % і становить в середньому від 17,1 до 20,6 % для окремих рудних тіл.
Родовище комплексне — крім флюориту, попутними корисними компонентами є кварц і лужний польовий шпат, застосовуваний у порцеляно-фаянсовій, керамічній, електротехнічній, скляній та інших галузях промисловості. Розроблена флотаційна схема збагачення руд забезпечує отримання високоякісного флюоритового (марки ФФ-95А), двох польовошпатних (марки ПШП-0,15—3,0 і КПШТМ-0,2—2,0) концентратів і кварцового продукту (марки Б-100 2 і ПК-95). Флотаційний флюоритовий концентрат містить 1,8 % кремнезему, 1,5 % кальциту, менше 0,2 % сірки і може використовуватися в чорній металургії, при виробництві алюмінію, в скляній промисловості, для виробництва електродів і зварювальних флюсів загального призначення.
Окатиші, отримані з флюоритового концентрату Бахтинського родовища, відповідають вимогам найвищих діючих стандартів. Лабораторно-технологічними дослідженнями підтверджена також можливість брикетування концентрату, що виключає необхідність випалу.
Кварц-польошпатові концентрати марок ПШП-0,15-3,0 і КПШТМ-0,2-2,0 можуть використовуватися для виробництва художньої, господарської та електротехнічної порцеляни, другий — в скляній промисловості. Кварцовий продукт відповідає вимогам до кварцового піску для тонкої кераміки і для виробництва скла.
Вихід концентратів з руд Бахтинського родовища становить: флюоритового — 19,1 %, полевошпатового — 16,7 %, кварц-полевошпатового — 5,5 %, кварцового — 45,5–50 %. Відходи становлять лише близько 7–10 %.